# Neogastromyzon nieuwenhuisii
Neogastromyzon nieuwenhuisii is een straalvinnige vissensoort uit de familie van de steenkruipers (Balitoridae). De wetenschappelijke naam van de soort is voor het eerst geldig gepubliceerd in 1905 door Popta.